# Nine Stones Close
Nine Stones Close is een Britse progressieve en neo-progressieve rockband, opgericht in Leiden.

## Biografie
De band begon als soloproject van multi-instrumentalist Adrian Jones (Numb; Lie Big). De naam komt van de menhirs zoals die voorkomen in Derbyshire, Engeland. Het eerste studioalbum van de band, een demo, getiteld St Lo, werd onafhankelijk geproduceerd en uitgebracht in 2008. Vervolgens probeerde Adrian Jones zijn project vorm te geven door leden te werven.
Twee jaar later bracht de band Traces (2010) uit, volledig geproduceerd en gemixt door Jones. In 2013, tijdens opnames voor het derde album One Eye on the Sunrise werd Nine Stones Close een groep met: Brendan Eyre (Riversea), Marc Atkinson (Mandalaband, Riversea), Neil Quarrell, Peter Vink (Q65, Ayreon, Star One, Finch) en Pieter van Hoorn (Ridderbuurt). Nine Stones Close levert geïnspireerde, melodieuze, melancholische en hedendaagse muziek, ergens tussen Marillion, Gazpacho en Porcupine Tree in.
Op 13 mei 2015 bracht de band Leaves uit. Daarna heeft de groep lange tijd geen enkel teken van activiteit meer gegeven.  In 2021 werd Traces heruitgebracht in een zogenaamd 10th anniversary edition, waarna een zelfde uitgave van One Eye On The Sunrise volgde in 2023. Eind 2023  kondigde Jones aan in 2024 met 2 nieuwe albums te komen. Op 11 juli 2024 werd eerst Diurnal uitgebracht en op 7 november volgde Adventures In Anhedonia.

## Discografie
- 2008 : St Lo
- 2010 : Traces
- 2012 : One Eye on the Sunrise
- 2015 : Leaves
- 2024 : Duirnal
- 2024 : Adventures in Anhedonia

## Leden
Meest recente line-up:
- Adrian Jones - gitaar, bas, keyboards, zang (2008-heden)
- Brendan Eyre - klavier (2009-2013, 2023-heden)
- Adrian O'Shaughnessy - zang (2014-heden)
- Lars Spijkervet - drums (2023-heden)
- Joachim van Praagh (2023-heden)
- Christiaan Bruin - toetsen (2014-heden)

Voormalige leden:
- Mark John Atkinson - gezang (2009-2012)
- Brendan Eyre - klavier (2009-2013)
- Neil Quarrell - bassist (2010-2011)
- Peter Vink - bas (2011-2015)
- Pieter Van Hoorn - drums, percussie (2011–2014)